# Ancienne Monnaie (Hildesheim)

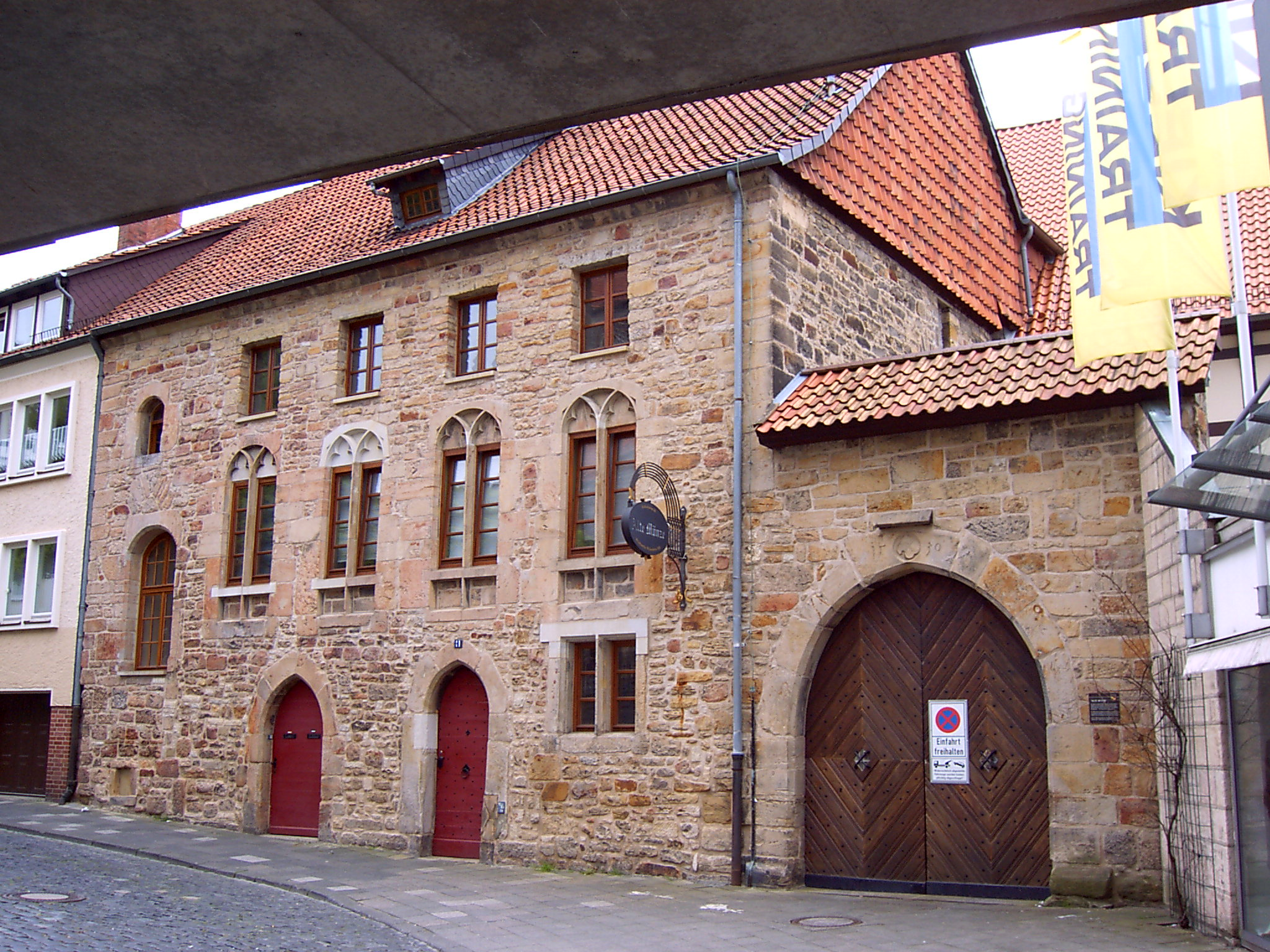
Le bâtiment de lAncienne Monnaie à Hildesheim

L'Ancienne Monnaie ou Alte Münze est un bâtiment gothique en pierre de taille érigé en 1530 sur le côté sud de l'Andreasplatz dans la ville allemande de Hildesheim.

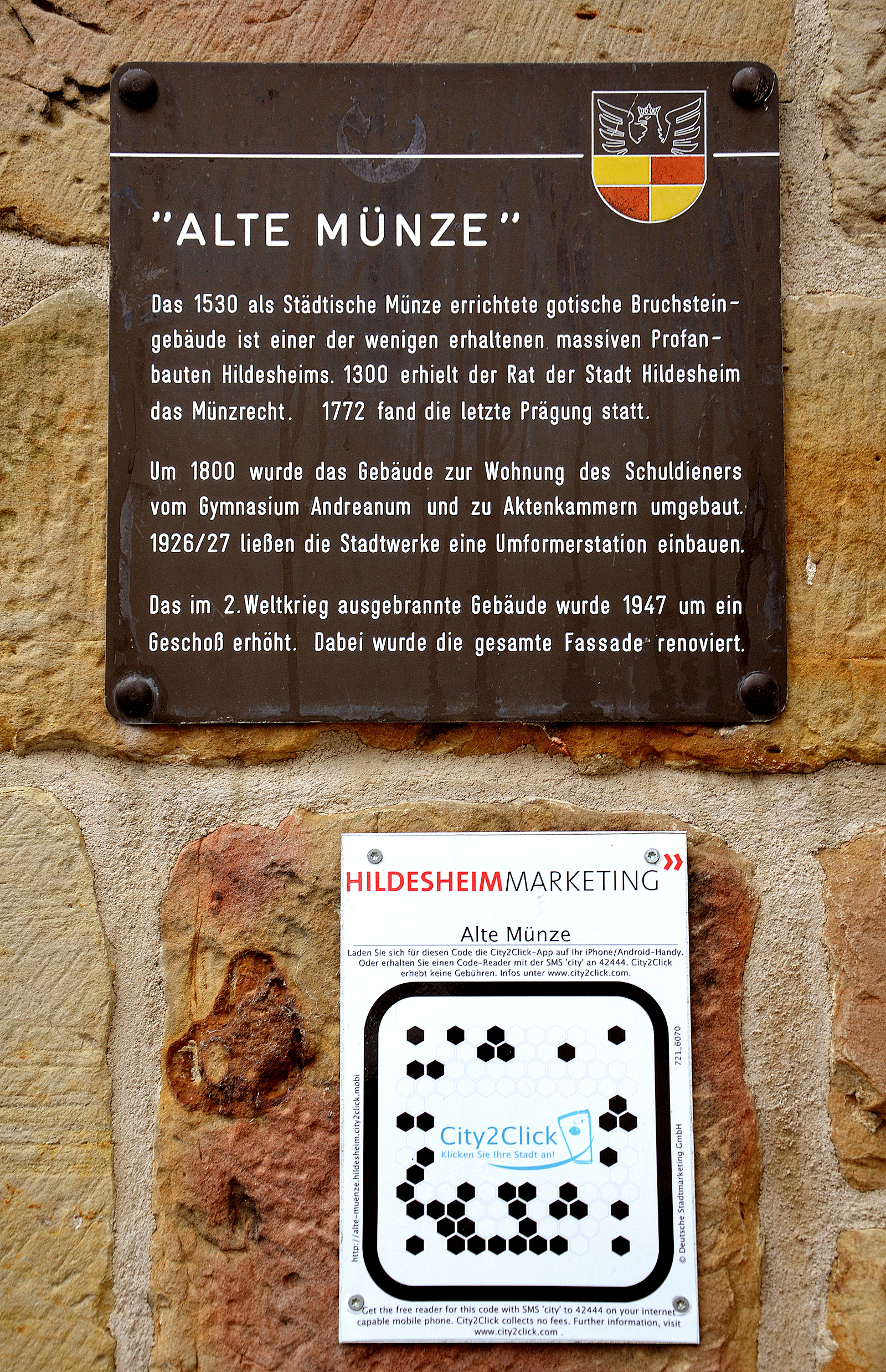
Légende sur le mur du bâtiment

## Histoire et description du bâtiment
L'atelier des monnaies municipales de la vieille ville de Hildesheim a logé dans ce bâtiment jusqu'en 1772. Étant donné que la frappe des pièces avait lieu dans une chaleur intense, la Monnaie a consciemment choisi un bâtiment qui, contrairement à la plupart des autres structures de la vieille ville de Hildesheim, n'était pas en bois, mais entièrement en pierre. À partir de 1800, après une rénovation, l'ancienne Monnaie a servi d'appartement et de stockage pour les actes. À partir de 1926 environ, il abritait un poste de transformation pour les services publics municipaux de Hildesheim. Après la destruction du bâtiment lors du bombardement sur Hildesheim le 22 mars 1945, il fut surélevé d'un étage lors de sa reconstruction de 1947.
Une rangée supplémentaire de fenêtres a été créée lors de la reconstruction. Les deux portes ogivales et les quatre fenêtres cintrées à remplages gothiques du premier étage rappellent l'époque de la construction de l'édifice. Il y a une porte à l'ouest, dans l'arc de laquelle il y a une clé de voûte avec inscrite l'année 1530.
La partie d'Andreasplatz où se trouve le bâtiment a été nommée le 1er Novembre 1932 rue An der Alte Münze.

## Source de traduction
- (de) Cet article est partiellement ou en totalité issu de l’article de Wikipédia en allemand intitulé « Alte Münze (Hildesheim » (voir la liste des auteurs).